# Alebrije

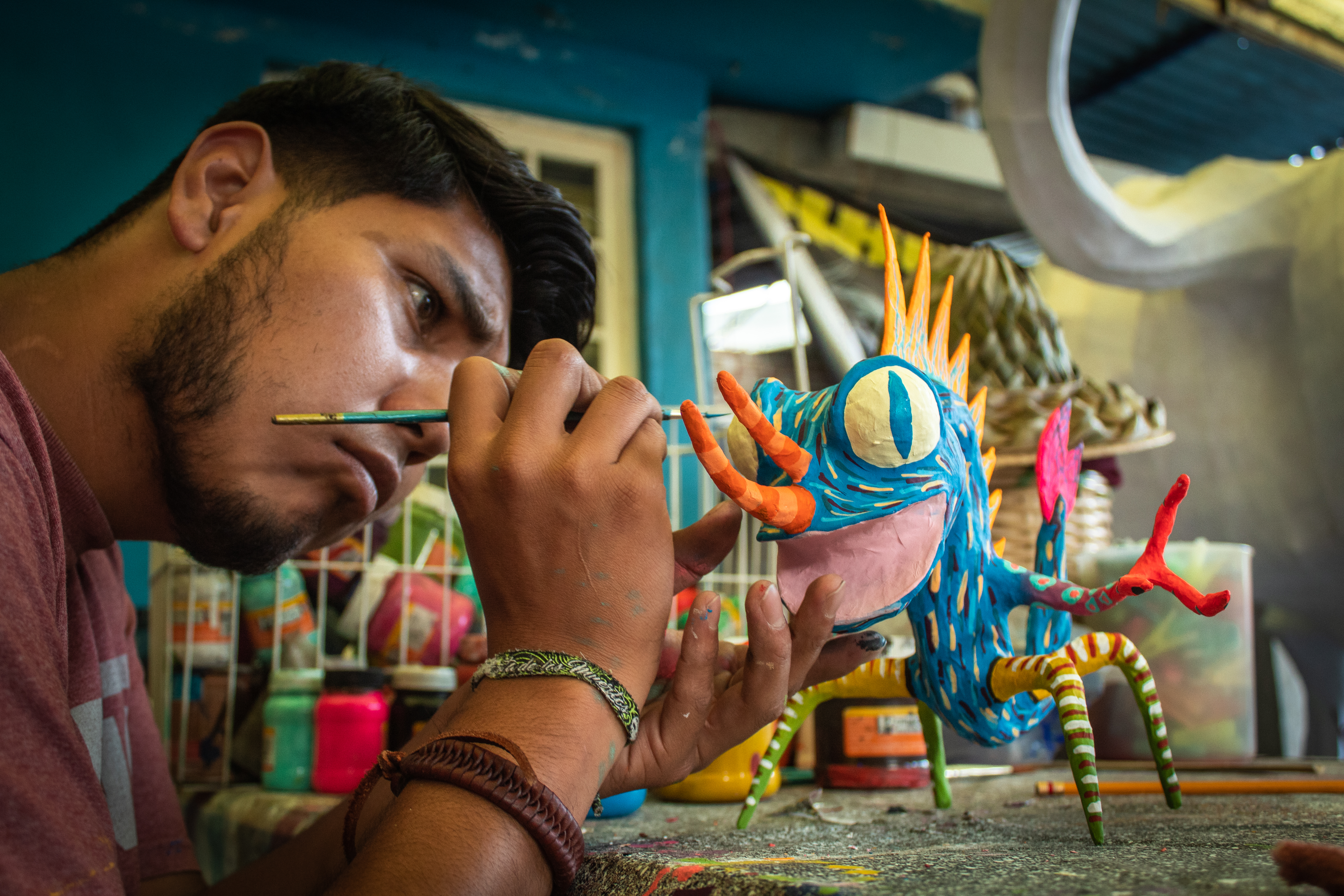
Francisco Cortes Miranda, artysta tworzący alebrijes

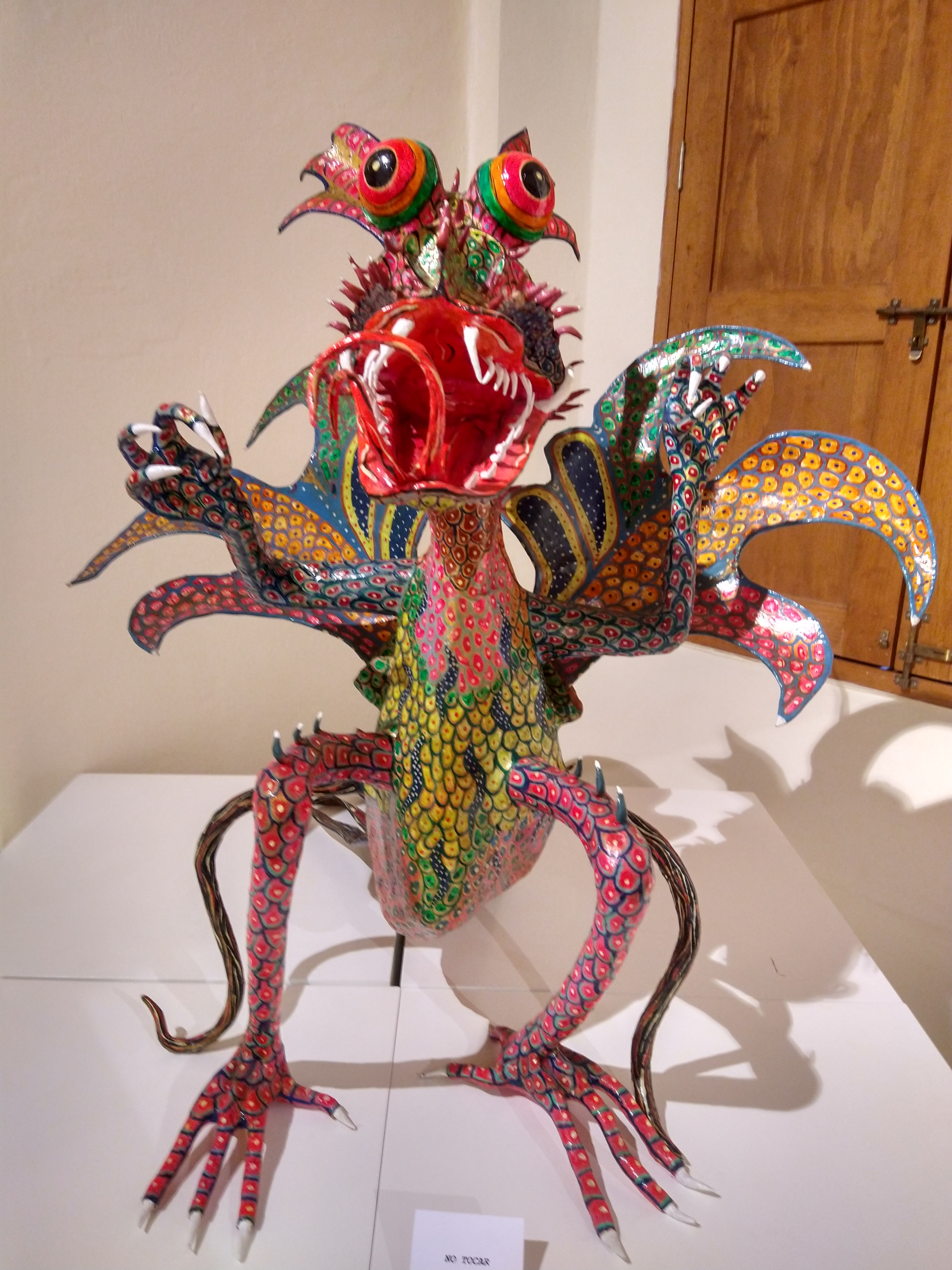
Alebrije w Muzeum Regionalnym w Choluli

Alebrije – kolorowa figurka z drewna lub z papier mâché, wywodząca się ze sztuki ludowej Meksyku. Figurki przedstawiają zazwyczaj stworzenia będące połączeniem kilku zwierząt np. osła ze skrzydłami motyla, koguta z rogami byka, lwa z głową orła. Z wyrobu alebrijes słynną miejscowości Arrazola oraz San Martín Tilcajete w meksykańskim stanie Oaxaca.

## Pedro Linares
Za twórcę alebrijes uważa się rękodzielnika z miasta Meksyk Pedra Linaresa (1906–1992), który specjalizował się w wyrobie piniat i figur z papier mâché, m.in. figur judasza palonych w okresie Wielkanocy. Linares miał zobaczyć alebrijes we śnie podczas ciężkiej choroby. Wedle jego relacji, w wizji sennej szedł on po dziwnej krainie, był szczęśliwy i nic go nie bolało. Wtedy pojawiły się kolorowe potwory, które wykrzykiwały jedno słowo: "Alebrijes!". Uciekając przed trudnym do wytrzymania dźwiękiem Linares miał spotkać mężczyznę, który powiedział mu: "Jeszcze nie powinieneś tutaj być". Po przebudzeniu Linares zaczął tworzyć z papier mâché stworzenia, które zobaczył we śnie.

## Alebrijes w kulturze
W filmie animowanym Coco (2017) alebrijes pojawiają się jako "przewodnicy duchowi", zamieszkujący krainę zmarłych.
Co roku, w okresie Dnia Zmarłych w mieście Meksyk odbywa się parada alebrijes, organizowana od 2007 r. przez Muzeum Sztuki Ludowej (Museo de Arte Popular). Tworzone specjalnie na tę okazję alebrijes można oglądać potem przy alei Reforma.

## Alebrijes w Polsce
Ambasada Meksyku w Polsce wraz z Państwowym Muzeum Etnograficznym w Warszawie, Muzeum Sztuki Ludowej w mieście Meksyk oraz zaproszonymi do Polski rękodzielnikami z Meksyku stworzyła wystawę "Alebrijes: Meksyk tworzony w Polsce”, która swoją premierę miała w 2020 r. w Państwowym Muzeum Etnograficznym w Warszawie. Wystawę można było oglądać także m.in. w Muzeum Regionalnym w Kozienicach, Muzeum Narodowym w Szczecinie czy Muzeum Podróżników, im Tony’ego Halika w Toruniu. 